# SummerSlam (2016)
SummerSlam (2016) było galą wrestlingu, wyprodukowaną przez federację WWE. Odbyła się 21 sierpnia 2016 w Barclays Center w Brooklynie w Nowym Jorku. Emisja była przeprowadzana na żywo za pośrednictwem WWE Network oraz w systemie pay-per-view. Była to dwudziesta dziewiąta gala w chronologii SummerSlam i druga z rzędu mająca miejsce w Barclays Center.

## Produkcja

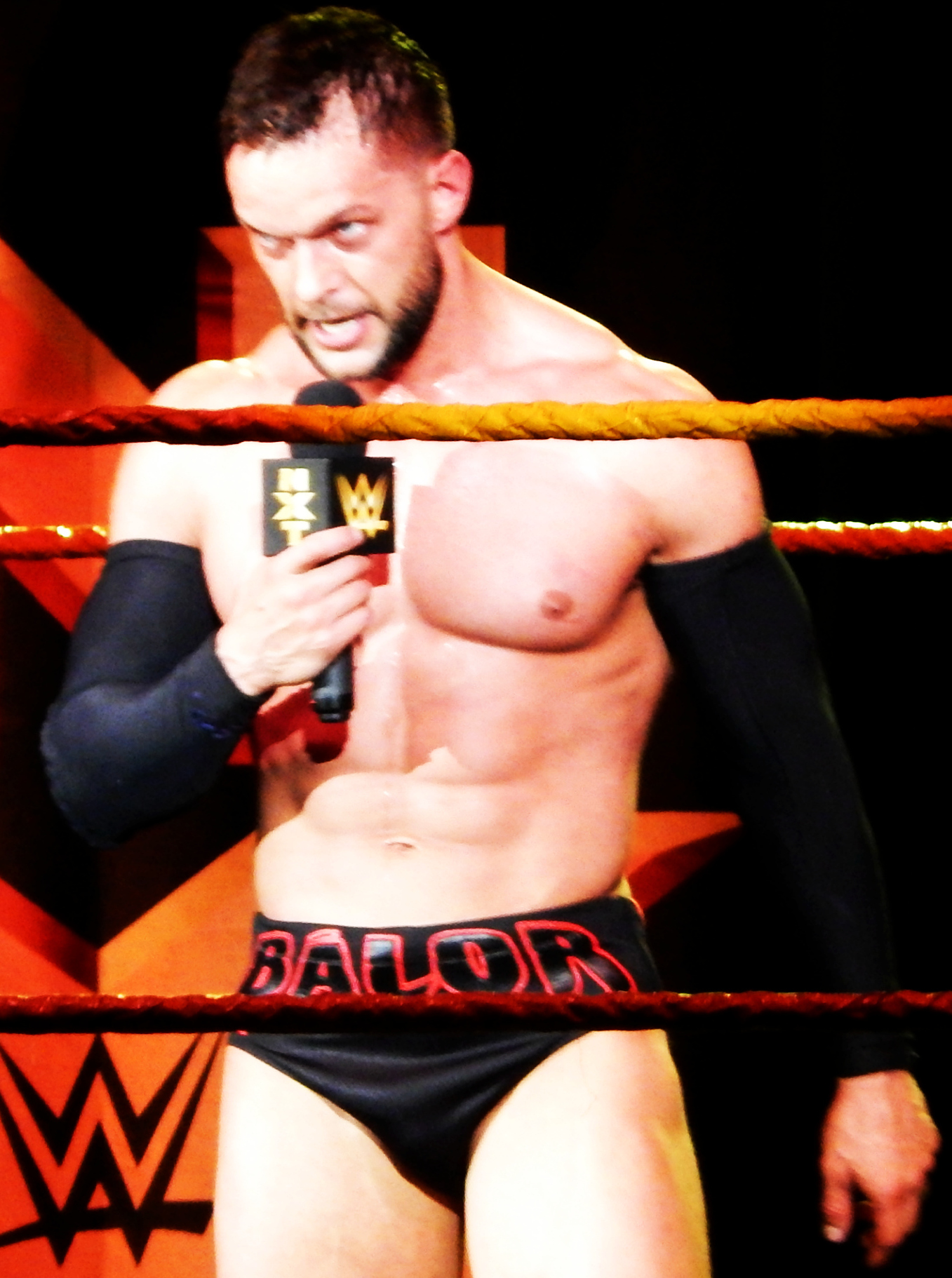
Uczestnik walki o WWE Universal Championship – Finn Bálor.

SummerSlam oferowało walki profesjonalnego wrestlingu z udziałem różnych wrestlerów z istniejących oskryptowanych rywalizacji i storyline’ów, które są kreowane na głównych tygodniówkach WWE, Raw i SmackDown. Wrestlerzy są przedstawieni jako heele (negatywni, źli zawodnicy i najczęściej wrogowie publiki) i face’owie (pozytywni, dobrzy i najczęściej ulubieńcy publiki), którzy rywalizują pomiędzy sobą w seriach walk mających budować napięcie. Kulminacją rywalizacji jest walka wrestlerska lub ich seria.

### Rywalizacje

#### Brock Lesnar vs. Randy Orton
5 czerwca, WWE wyraziło zgodę na udział Brockowi Lesnarowi w jednorazowej walce MMA na gali UFC 200, organizowanej przez Ultimate Fighting Championship. Wkrótce, WWE ogłosiło też, że na nadchodzącym SummerSlam Lesnar zmierzy się z powracającym do ringu Randym Ortonem. 15 lipca, federacja potwierdziła, że planowana walka odbędzie się, pomimo wykrycia zabronionych substancji w organizmie Lesnara. Orton powrócił do programów WWE na gali Battleground i wziął udział w talk-showie Chrisa Jericho – The Highlight Reel. Orton stwierdził, że „wystarczy jedno RKO, aby pokonać Lesnara”, a także skomentował użycie zabronionych substancji przez rywala. 1 sierpnia, podczas odcinka Raw, menedżer Lesnara, Paul Heyman, zarzekał się, że „Orton nigdy nie będzie w stanie wykonać RKO na jego kliencie”, zaś chwilę później, Orton znienacka wykonał swój finisher na przeciwniku. Lesnar nie pozostał mu dłużny; pojawił się na następnym epizodzie SmackDown i wykonał F5 na rywalu.

#### Seth Rollins vs. Finn Bálor
Podczas WWE Draftu, posiadacz WWE World Championship Dean Ambrose został przeniesiony do rosteru SmackDown, zaś pretendenci do jego tytułu Seth Rollins oraz Roman Reigns zostali przydzieleni do rosteru Raw. Na gali Battleground, Ambrose obronił swój tytuł w Triple Threat matchu, wskutek czego tytuł stał się ekskluzywny dla brandu SmackDown. Na pierwszym Raw po Battleground, komisarz Stephanie McMahon i Generalny Menedżer tygodniówki Mick Foley ogłosili utworzenie nowego głównego tytułu mistrzowskiego dla Raw – WWE Universal Championship. Ogłosili też, że na SummerSlam, o nowo utworzony tytuł zawalczą Seth Rollins i zwycięzca mini-turnieju o miano pretendenckie. Turniej odbył się jeszcze tej samej nocy; składał się z dwóch Fatal 4-Way matchy i walki finałowej, w której zmierzyli się zwycięzcy starć czteroosobowych – Finn Bálor i Roman Reigns. Bálor wygrał pojedynek, stając się przeciwnikiem Rollinsa na nadchodzącej gali. W następnych tygodniach, rywale dwukrotnie skonfrontowali się i wdali w bójkę, przy czym z obydwu starć zwycięsko wyszedł Finn Bálor.

#### Dean Ambrose vs. Dolph Ziggler
26 lipca na tygodniówce SmackDown odbył się Six-Pack Challenge, mający wyłonić pretendenta do walki z Deanem Ambrosem o WWE World Championship na SummerSlam. W walce wzięli udział AJ Styles, Apollo Crews, Baron Corbin, Bray Wyatt, Dolph Ziggler i John Cena, zaś jej zwycięzcą okazał się Ziggler. W następnym tygodniu, Ziggler zdołał obronić prawo do walki z mistrzem w pojedynku przeciwko Brayowi Wyattowi. 16 sierpnia, mistrz i pretendent wzięli udział w Miz TV; podczas trwania segmentu, Ziggler wykonał Superkick na rywalu.

#### Sasha Banks vs. Charlotte
Na Battleground, Sasha Banks i Bayley pokonały Charlotte i Danę Brooke w starciu drużynowym. Dzień później na Raw, Banks pokonała Charlotte w walce o WWE Women’s Championship, kończąc trwające 113 dni panowanie rywalki. Wkrótce ogłoszono, że Charlotte wykorzysta przysługujące jej prawo do walki rewanżowej na gali SummerSlam. 1 sierpnia, przerwana przez Chrisa Jericho i Enzo Amore’a konfrontacja między zawodniczkami przerodziła się w Mixed Tag Team match, z którego zwycięsko wyszli Amore i Banks. Tydzień później, po przegranej walce z Banks, Dana Brooke otrzymała zakaz przebywania w pobliżu ringu na SummerSlam.

#### Enzo & Cass vs. Chris Jericho i Kevin Owens
1 sierpnia, po wygranym Mixed Tag Team matchu, Enzo Amore został zaatakowany przez Chrisa Jericho. Z pomocą przyszedł mu Big Cass, który wygonił Jericho z ringu. Niedługo później, Jericho połączył siły z Kevinem Owensem. 8 sierpnia, Jericho pokonał Amore’a przez dyskwalifikację. Po walce, Enzo i Cass wyzwali Jericho i Owensa na starcie drużynowe na gali SummerSlam. Wyzwanie zostało przyjęte.

#### John Cena vs. AJ Styles
Po tym, jak AJ Styles pokonał Johna Cenę na Money in the Bank, The Club (Styles, Karl Anderson i Luke Gallows) zaczęło regularnie atakować Cenę. Podczas jednego z ataków, na pomoc Cenie wybiegli Enzo Amore i Big Cass, co poskutkowało ogłoszeniem 6-Man Tag Team matchu między drużynami na Battleground. Na gali, Cena, Enzo i Cass pokonali The Club. Po WWE Drafcie, w wyniku którego rywale stali się członkami brandu SmackDown, Styles wyzwał Cenę na jeszcze jedną walkę; ten przyjął wyzwanie. 16 sierpnia, Styles próbował zaatakować przeciwnika po jego walce, lecz temu udało się skontrować akcję rywala i wykonać własny finisher. Dodatkowo, Cena wymierzył Stylesowi drugie Attitude Adjustment, tym razem przez stolik komentatorski.

#### The Miz vs. Apollo Crews
2 sierpnia, na odcinku SmackDown, Apollo Crews pokonał Barona Corbina i Kalisto w Triple Threat matchu, gwarantując sobie prawo do walki z posiadaczem WWE Intercontinental Championship – The Mizem.

#### The New Day vs. Karl Anderson i Luke Gallows
25 lipca, The New Day (Kofi Kingston, Big E i Xavier Woods) świętowało stanie się najdłużej panującymi mistrzami tag team WWE. Ich celebracja została przerwana przez Karla Andersona i Luke’a Gallowsa. Tydzień później na Raw, Big E i Kingston pokonali Gallowsa i Andersona, lecz po walce ponownie stali się ofiarami ataku ze strony byłych członków The Clubu. W wyniku ataku, Big E doznał stłuczenia okolic krocza. 8 sierpnia ogłoszono, że The New Day będzie broniło tytułów mistrzowskich w walce z Andersonem i Gallowsem.

#### Cesaro vs. Sheamus
1 sierpnia, Sheamus zaatakował Cesaro po przegranej walce. Tydzień później, Cesaro ponownie pokonał Sheamusa, lecz jeszcze tej samej nocy przegrał pojedynek z Rusevem dzięki interwencji rywala. 15 sierpnia, to Cesaro spowodował przegraną Sheamusa w jego walce z Samim Zaynem. Generalny Menedżer Raw, Mick Foley, zapowiedział, że rywale zmierzą się ze sobą w serii siedmiu pojedynków (Best of Seven Series), a ich pierwsza walka odbędzie się na SummerSlam.

#### 6-Woman Tag Team match
Eva Marie stała się członkinią rosteru SmackDown w wyniku WWE Draftu, lecz w następnych odcinkach, kontuzja łydki i usterka stroju powstrzymały ją przed debiutem ringowym. 16 sierpnia, Marie nie pojawiła się na odcinku SmackDown, pomimo zapowiedzianej walki z Naomi. Tej samej nocy, podczas starcia Becky Lynch i Carmelli przeciwko Natalyi i Alexy Bliss, Eva Marie wyszła na rampę. Naomi zaczęła gonić Marie po całej arenie, zaś zamieszanie wykorzystała Becky Lynch; znienacka przypięła Natalyę, wygrywając starcie drużynowe. Wkrótce ogłoszono, że Naomi, Lynch i Carmella zmierzą się z Marie, Natalyą i Bliss. 18 sierpnia, Marie została zawieszona na okres 30 dni z powodu naruszenia antydopingowego programu WWE Wellness Policy. WWE ogłosiło, że do Natalyi i Bliss dołączy partnerka ich wyboru.

#### Sami Zayn i Neville vs. The Dudley Boyz
19 sierpnia, WWE ogłosiło, że podczas pre-showu SummerSlam, Sami Zayn i Neville zmierzą się z The Dudley Boyz w starciu drużynowym.

#### 12-Man Tag Team match
16 sierpnia, na odcinku SmackDown,  American Alpha, The Hype Bros. i The Usos pokonali Breezango, The Ascension i The Vaudevillains. 19 sierpnia ogłoszono, że dwie drużyny zmierzą się ze sobą jeszcze raz, w pre-showie SummerSlam.

#### Odwołana walka

##### Rusev vs. Roman Reigns
1 sierpnia, WWE United States Champion Rusev obronił swój tytuł w pojedynku z Markiem Henrym. Po walce, mistrz skonfrontował się z Romanem Reignsem. Tydzień później, Reigns przerwał celebrację zawarcia związku małżeńskiego przez Ruseva i Lanę oraz wyzwał mistrza na walkę na SummerSlam. Rusev nie zgodził się na walkę i wdał się w bójkę z Reignsem, przy okazji przypadkowo wpychając Lanę prosto w tort. Wściekły Rusev wraz z Laną udali się do Generalnego Menedżera Raw Micka Foleya, który nakazał mistrzowi bronić swojego tytułu na gali. Jeszcze tej samej nocy, Rusev obronił United States Championship w walce przeciwko Cesaro, a po pojedynku został zaatakowany przez Reignsa. 15 sierpnia, Rusev pobił Reignsa za kulisami Raw, lecz nie zdołał pokonać go w walce wieczoru tygodniówki.

## Wyniki
| Nr | Walki* | Stypulacje                                                                          | Czas  |
| --- | --- | ----------------------------------------------------------------------------------- | ----- |
| 1P | The Usos (Jimmy i Jey Uso), American Alpha (Chad Gable i Jason Jordan) i The Hype Bros. (Zack Ryder i Mojo Rawley pokonali Breezango (Tyler Breeze i Fandango), The Ascension (Konnor i Viktor) i The Vaudevillains (Aiden English i Simon Gotch) | 12-Man Tag Team match                                                               | 14:32 |
| 2P | Sami Zayn i Neville pokonali The Dudley Boyz (Bubba Ray i D-Von Dudley) | Tag Team match                                                                      | 7:55  |
| 3P | Sheamus pokonał Cesaro | Singles match, pierwsza walka Best of Seven Series                                  | 14:11 |
| 4 | Chris Jericho i Kevin Owens pokonali Enza Amore i Big Cassa | Tag Team match                                                                      | 12:08 |
| 5 | Charlotte pokonała Sashę Banks (c) | Singles match o WWE Women’s Championship Dana Brooke była wyrzucona z okolic ringu. | 13:51 |
| 6 | The Miz (c) (z Maryse) pokonał Apollo Crewsa | Singles match o WWE Intercontinental Championship                                   | 5:45  |
| 7 | AJ Styles pokonał Johna Cenę | Singles match                                                                       | 23:10 |
| 8 | Karl Anderson i Luke Gallows pokonali The New Day (Xavier Woods i Kofi Kingston) (c) poprzez dyskwalifikację | Tag Team match o WWE Tag Team Championship                                          | 9:09  |
| 9 | Dean Ambrose (c) pokonał Dolpha Zigglera | Singles match o WWE World Championship                                              | 15:18 |
| 10 | Natalya, Alexa Bliss i Nikki Bella pokonały Carmellę, Becky Lynch i Naomi | Six-Woman Tag Team match                                                            | 11:04 |
| 11 | Finn Bálor pokonał Setha Rollinsa | No Disqualification match o WWE Universal Championship                              | 19:24 |
| 12 | Rusev (c) (z Laną) vs. Roman Reigns nie odbyło się | Singles match o WWE United States Championship                                      | —     |
| 13 | Brock Lesnar pokonał Randy’ego Ortona poprzez nokaut | Singles match                                                                       | 11:45 |
| (c) – mistrz/mistrzyni przed walkąP – walka będzie miała miejsce w pre-show*Karta może jeszcze ulec zmianie | |                                                                                     |       |